# Sanje (film, 1990)
Sanje (japonsko 夢, Hepburn Yume) je japonsko-ameriški magično realistični film iz leta, sestavljen iz osmih vinjet, ki ga je režiral in zanj napisal scenarij Akira Kurosawa. Navdih za film je našel v svojih ponavljajočih se sanjah. To je bil prvi Kurosawin film v 45 letih, pri katerem je napisal scenarij samostojno. Nastal je pet let po njegovem zadnjem filmu Kaos, pri njem sta sodelovala tudi George Lucas in Steven Spielberg, financirala pa ga je družba Warner Bros.
Premierno je bil prikazan 11. maja 1990 na Filmskem festivalu v Cannesu izven tekmovanja, na Japonskem pa 25. maja. Naletel je na dobre ocene kritikov. Glavne teme filma so otroštvo, duhovnost, umetnost, smrt, globalne katastrofe in človeške napake na svetu. Vsi segmenti filma imajo dobesedno in metaforično stran.

## Vloge
- Akira Terao kot I (sanjač)
  - Micunori Isaki kot I (mladi sanjač)
- Micuko Baišo kot sanjačeva mati
- Martin Scorsese kot Vincent van Gogh
- Čišu Rju kot starec
- Mieko Harada kot snežni duh
- Jošitaka Zuši kot vojak Noguči
- Tošie Negiši kot ženska z otrok
- Hisaši Igava kot moški pri nuklearki
- Čosuke Ikarija kot demon
- Noriko Honma